# Limbach (Brettach)
Der Limbach ist ein fast vier Kilometer langer Bach in der zentralen Stadtteilgemarkung von Neuenstadt am Kocher im Landkreis Heilbronn im nördlichen Baden-Württemberg, der nach insgesamt etwa nordnordöstlichem Lauf beim Helmbunder Kirchle etwas vor der Siedlungsgrenze von Neuenstadt von links in die untere Brettach mündet. Sein Unterlauf fließt im Renntal.

## Geographie

### Verlauf
Der Limbach entsteht auf etwa 255 m ü. NHN im Waldgewann Gündig nordöstlich der Bergebene. Dort laufen einige kurze, nur periodisch wasserführende Klingen zusammen. Der dort allenfalls einen Meter breite, auf der Sohle sandige Waldbach läuft anfangs etwa nordostwärts, bald schon recht flach, und mäandriert naturnah durch den Laubwald, abschnittsweise durchläuft er dabei kleine quellfeuchte Waldstücke aus Schwarzerlen und Eschen. Nachdem er den Wald verlassen hat, wendet er sich neben dem Gewann Hasenacker auf nördlichen Lauf.
Nach seinem flachen, am Ufer fast von Baum- und Heckenbewuchs freien Mittellauf zwischen wenig ansteigenden beackerten Hügeln beiderseits tieft er sich am Beginn des Renntales stärker ein. Dort liegen einige Quellfassungen am Lauf. Abschnittsweise folgen nun Galerien aus Uferbäumen und -hecken dem Lauf. Etwa hundert Meter vor seiner Mündung unterquert er die außerörtliche Fortsetzung der Cleversulzbacher Straße von Neuenstadt, knickt danach dieser folgend vor den Sportplätzen am Rand der Stadt nach Osten ab und fließt dann zwischen der Flussbrücke der Straße und dem linksseits stehenden Helmbunder Kirchle auf etwa 166 m ü. NHN von links in die untere Brettach ein.
Der Limbach mündet nach einem 3,8 km langen Lauf mit mittlerem Sohlgefälle von etwa 24 ‰ rund 89 Höhenmeter unterhalb seines Ursprungs im Waldgewann Gündig. Er hat außer den oft trockenen Quellklingen im Wald keine offenen Zuflüsse.

### Einzugsgebiet
Der Limbach hat ein 2,7 km² großes Einzugsgebiet in der Gestalt eines etwa 3,8 km langen, sich von Südsüdwest nach Nordnordost ziehenden Streifens lange recht gleichbleibender, nirgends auch nur 900 Meter erreichender Breite. Seine höhere, südliche Hälfte mit dem Höhenmaximum von etwa 337 m ü. NHN an der Südwestecke auf der Bergebene liegt im Unterraum Sulmer Bergebene der Löwensteiner Berge in den Schwäbisch-Fränkischen Waldberge, die nordnordöstliche dagegen im Unterraum Kocherplatten und Krumme Ebene der Hohenloher und Haller Ebene. Die Naturraumgrenze trennt recht genau den geschlossenen Wald im Süden vom Offenland im Norden, dessen niedrige Hügel abseits der nur schmalen Talmulde fast vollständig unterm Pflug stehen. Das Gebiet gehört in Gänze zur Gemarkung des zentralen Stadtteils von Neuenstadt am Kocher, ein oder zwei Häuser am südöstlichen Ortsrand der Stadt sind die einzige Besiedlung darin.
Im Westen grenzt das Einzugsgebiet des Dahenbachs an, der der nächste linke Zufluss der zum Kocher laufenden Brettach ist, im Osten das des vorigen linken Brettach-Zuflusses Sulzbach. Hinter der höchsten südlichen Wasserscheide entspringt der Buchhorner Bach, dessen Wasser über den Schmalbach, den Eberbach und die Sulm etwas oberhalb des Kochers den Neckar erreicht.

## Geologie
Die höchste mesozoische Schicht im Einzugsgebiet ist der Schilfsandstein (Stuttgart-Formation), der im südlichsten Teil eine recht flache Hochebene bildet. Der Bachlauf entsteht darunter in einer Erosionsbucht des Gipskeupers (Grabfeld-Formation) zwischen zwei kurzen nördlichen Bergvorsprüngen, in dessen Schichthöhe der Talgrund und bald auch die begleitenden Hügelrücken lange bleiben. Erst auf dem letzten knappen Laufkilometer streicht am Unterhang der Lettenkeuper (Erfurt-Formation)  aus, in dessen Schichthöhe der Limbach mündet.
Diese älteren Schichten sind ganz im Süden auf der Hochebene mit einer pleistozänen Lössinsel überlagert. Am Übergang vom Schilfsandstein in den Gipskeuper sind Hangschollen talwärts abgerutscht. Weiter im Norden nach dem Ausstrich des Schilfsandsteins liegen teils lössführende Fließerden, danach Lösssediment und zuletzt auf den das Tal begleitenden flachen Hügeln fast geschlossen wiederum Löss aus derselben Zeit. Das schmale holozäne Schwemmlandband um den Lauf besteht etwa von der Waldgrenze bis zum Beginn des stärker eingetieften Talabschnitts Renntal aus Auenlehmen. Zuletzt mündet der Limbach in den Auenlehmen beidseits der Brettach.

## Schutzgebiete
Die Quellfassungen am Unterlauf liegen schon im Wasserschutzgebiet „Neuenstadt (Limbach und Brettachtalquellen)“ im nördlichen reichlichen Viertel des Einzugsgebietes, das sich auch weit auf Nachbareinzugsgebiete erstreckt. Im Südwesten gibt es einen nur schmalen Überstandstreifen eines Wasserschutzgebietes für das Dahenbachtal.

### LUBW
Amtliche Online-Gewässerkarte mit passendem Ausschnitt und den hier benutzten Layern: Lauf und Einzugsgebiet des Limbachs

Allgemeiner Einstieg ohne Voreinstellungen und Layer: Daten- und Kartendienst der Landesanstalt für Umwelt Baden-Württemberg (LUBW) (Hinweise)
1. 1 2 3  Höhe nach dem Höhenlinienbild auf dem Hintergrundlayer Topographische Karte.
2. ↑  Länge nach dem Layer Gewässernetz (AWGN).
3. ↑  Einzugsgebiet nach dem Layer Basiseinzugsgebiet (AWGN).
4. ↑  Natur teilweise nach dem Layer Geschützte Biotope.
5. ↑  Schutzgebiete nach den einschlägigen Layern.

### Andere Belege
1. ↑  Josef Schmithüsen: Geographische Landesaufnahme: Die naturräumlichen Einheiten auf Blatt 161 Karlsruhe. Bundesanstalt für Landeskunde, Bad Godesberg 1952. → Online-Karte (PDF; 5,1 MB)
2. ↑  Wolf-Dieter Sick: Geographische Landesaufnahme: Die naturräumlichen Einheiten auf Blatt 162 Rothenburg o. d. Tauber. Bundesanstalt für Landeskunde, Bad Godesberg 1962. → Online-Karte (PDF; 4,7 MB)
3. ↑  Geologie nach den Layern zu Geologische Karte 1:50.000 auf: Mapserver des Landesamtes für Geologie, Rohstoffe und Bergbau (LGRB) (Hinweise)